# PSFC Chernomorets Burgas
PSFC Chernomorets Burgas (em búlgaro: ПСФК Черноморец Бургас), mais conhecido por Chernomorets Burgas ou ainda Chernomorets, é um clube de futebol da Bulgária, sediado na cidade de Burgas. 

## História
A equipe foi fundada em 2005 com o nome de OFC Chernomorets 919, e em 2006 adota o atual nome PSFC Chernomorets Burgas.
Em sua história, os Tubarões nunca conquistaram a Liga Profissional Búlgara de Futebol A com o nome atual, tendo um quarto lugar na temporada 2011-12 como seu melhor resultado. Como PFC Chernomorets.

## Estádio
Suas partidas como mandante acontecem no Lazur Stadium, em Burgas, com capacidade para receber 18.037 torcedores.

## Uniformes
- Uniforme titular: Camisa metade branca e metade azul, calção azul e meias azuis.
- Uniforme reserva: Camisa branca com detalhes azuis, calção branco e meias brancas.

## Saíram por empréstimo
Nota: Bandeiras indicam equipe nacional, conforme definido pelas regras de elegibilidade da FIFA. Os jogadores podem ter mais de uma nacionalidade não-FIFA.
| N.º |          | Posição | Jogador                                   |
| --- | -------- | ------- | ----------------------------------------- |
| –   | Bulgária | D       | Petar Patev (para o Neftochimic Burgas)   |
| –   | Bulgária | A       | Zhivko Petkov (para o Neftochimic Burgas) |

## Jogadores notáveis
- Radostin Kishishev
- Georgi Chilikov
- Zlatko Yankov
- Lourival Assis
- Michel Platini
- Duda
- / Savio Nsereko
- Pedrinha